# Jacob Bang
 Ikke at forveksle med Jacob E. Bang.
Jacob Bang (født 29. maj 1932 i København, død 8. januar 2011 samme sted) var en dansk keramiker, designer og billedhugger. 
Jacob Bang arbejdede både med brugskunst og skulptur. Han er kendt for sine stentøjskrukker, lamper, tekander og vaser fra 1950'erne, 1960'erne og 1970'erne, der blev udstillet og forhandlet hos Den Permanente.

## Privat
Jacob Bang var søn af keramiker og billedhugger Arne Bang (1901-1983) og organist Olga Elise Brodthagen (1904-1974), nevø til glasdesigner Jacob E. Bang (1899-1965) og barnebarn af maleren Christian Bang (1868-1950).

## Uddannelse og udmærkelser
Bang blev udlært pottemager i sin fars stentøjsbrænderi i Fensmark 1953, som han siden overtog (1965-81).
I 1952 rejste han en måned til Verona og Venedig, og i 1953 opholdt han sig to måneder i Paris.
Bang modtog præmie i guldsmedefagets konkurrence for korpusarbejde i 1953.
I 1966 vandt han 1. præmie i Dansk Arbejdes konkurrence om et trofæ med et formstøbt spirende frø udført i stentøj.
I 1990 modtog han et Legat fra Prins Henriks Fond.

## Kunsthåndværk
Før Bang blev selvstændig, arbejdede han et halvt år hos Bjørn Wiinblad i Hjortekær (1955) og som designer ved Hegnetslund Lervarefabrik i Herfølge (1957-62).

Han forfulgte også det kunstneriske spor og udførte parallelt med brugskunsten blandt andet et større relief til Holmegaard Glasværk (1978) samt en serie stentøjrelieffer til Kalbyrisskole i Næstved (1979) forestillende tapirer, der flygter gennem en jungle. Han udførte også en gitterport af smedejern til en beboelsesejendom i Studiestræde 11, København. På samme adresse udførte han smedejernsgitre til kældervinduerne, blandt andet med en i pladejern udskåret guldbelagt rotte, der spiser ost (1988).

Bang var fascineret af de figurative muligheder i brugskeramikken, som han især arbejdede med i de første årtier af sin karriere. Tidligt fik kander og krukker præg af stiliserede, mytiske og pikante kvindefigurer. Inspirationen er både stilmæssigt og teknisk hentet fra naturen, fra Japan og fra den græske og romerske oldtid.
- "Europa", u.å. Fotograf ukendt
- "Kafferbøffel, 1995. Foto: Ole Haupt.
- Jacob Bang, "Gunnar 'Nu' Hansen", 1993. Foto: Ole Haupt
- "Gråspurve", u.å. Fotograf ukendt

## Skulptur
I 1981-91 havde Bang værkstedet "Hestestalden" på Esplanaden i København. Fra 1981 koncentrerede han sig udelukkende om skulptur og om udforskningen af form og materiales muligheder. Stilmæssigt arbejdede han på tværs af tendenserne i samtidskunsten. Han producerede en række figurer med flodheste, fugle og motorcykler samt "Krokodillespringvand" (1991), "Næsehorn på sokkel" (1993) og "Hoved af Kafferbøffel" (1995).
Han udførte desuden portræt buster af kendte danske personligheder som Søren Kierkegaard, H.C. Andersen, Henrik Pontoppidan, jurist William Edler von Eyben (1990), koncernchef Poul Svanholm (1993), sportsjournalist Gunnar Nu Hansen (1993), sønnen tegneren Simon Bang (1996) og Danfoss-direktør Mads Clausen (1998). 
Hvor Bang i sin brugskunst tilegnede sig den arkaisk klassiske skulpturs udtryk, er skulpturerne og især portrætbusterne udprægede realistiske.